# Paul Souchon
Pour les articles homonymes, voir Souchon.
Paul Souchon, né le 15 janvier 1874 à Laudun dans le Gard et mort le 4 avril 1951 à Paris, est un poète, dramaturge et romancier français. Il a dédié sa vie à Victor Hugo et Juliette Drouet. Il fut conservateur de la maison de Victor Hugo à Paris (place des Vosges).

## Biographie
Paul Souchon a eu un fils, Pierre, architecte des bâtiments de France. Un autre fils Valentin est mort à la Grande Guerre ; il lui dédia son livre Les tranchées de Pélissanne.
De parents paysans, à Laudun, petit village des bords du Rhône, Paul Souchon est un véritable poète provençal, un fils intellectuel de Frédéric Mistral. Vers sa sixième année, il vint à Aix, commencer ses études au lycée Mignet, où il eut comme condisciples le regretté Emmanuel Signoret, auquel il a consacré, dans la Beauté de Paris  un beau chant funéraire. Du lycée, Paul Souchon passa à la faculté des Lettres de la vieille cité. À vingt et un ans, il vint se fixer à Paris.
Ses débuts littéraires eurent lieu en 1898, avec les Élévations poétiques. Six ans plus tard, il publia un recueil original de poèmes tout baignés de lumière, la Beauté de Paris, que Charles Méré apprécie en ces termes : "Païen subtil, humaniste sans le savoir et dont le latinisme conserve je ne sais quelle couleur d'italianisme francisé par la Renaissance, provençale surtout, Paul Souchon a fait ce miracle de peupler de rossignols de Colonne les ombrages du Parc Monceau et du Luxembourg."
À partir de 1905, Paul Souchon dirige tous ses efforts vers le théâtre poétique. Il a exprimé ses idées sur ce genre dans la préface de Phyllis, éloquent manifeste où il analyse les causes de l'abandon actuel du théâtre en vers, où il incriminait les obscures productions des symbolistes "menaçant la clarté française d'une nuit sans étoile", où il s'attachait à fixer les lois de la tragédie nouvelle, éloignée des types éteints de la tragédie classique et du drame romantique, qui doit s'enrichir d'un élément régénérateur : la poésie, c'est-à-dire l'essence de toutes les choses.
L'écrivain dramatique a tenu les promesses du théoricien. Un "lyrisme purificateur", selon l'heureuse formule de Joachim Gasquet, féconde les deux tragédies de Paul Souchon, Phyllis et le Dieu Nouveau, d'une noble simplicité et d'une élégance racinienne.
En 1924, il reçoit le prix Archon-Despérouses.

## Œuvres de Paul Souchon

### Poésie
- 1898 : Les Élévations poétiques (Girard, Paris)
- 1901 : Nouvelles élévations poétiques (La Plume, Paris)
- 1902 : Élégies parisiennes (L'Effort, Paris)
- 1904 : La Beauté de Paris (Mercure de France, Paris)
- 1922 : Les Regrets de la grande île (Monde nouveau, Paris)
- 1923 : Dans le domaine des cigales (Chiberre, Paris)
- 1923 : Les Chants du stade (Monde nouveau, Paris)

### Théâtre
- 1905 : Phyllis, tragédie (Mercure de France, Paris), 16 avril 1905, Théâtre des Bouffes-Parisiens
- 1906 : Le Dieu nouveau, tragédie (Mercure de France, Paris)
- 1908 : La Tasse, drame en 5 actes (Mercure de France, Paris), 3 décembre 1908, Théâtre Femina
- 1912 : Gribouille, comédie

### Romans
- 1918 : Les Tranchées de Pélissanne (Flammarion, Paris)
- 1919 : Le Meneur de chèvres (Delalain, Paris)

### Autres
- Les grandes figures de l'humainité, avec Jean Tild, Hachette, Paris, 1923.
- Juliette DROUET, inspiratrice de Victor Hugo, Tallandier, Paris, 1942
- Les prophéties de Victor Hugo, Tallandier, Paris, 1945
- Emmanuel Signoret, Incarnation du poète, La Couronne littéraire, Paris, 1950.